# Luciano Codignola
Luciano Codignola (Genova, 21 giugno 1920 – Sestri Levante, 19 luglio 1986) è stato uno sceneggiatore e drammaturgo italiano, che è stato attivo fra gli anni sessanta e gli anni ottanta in cinema, teatro e televisione. È conosciuto anche per la sua attività di critico letterario e teatrale.
Fa parte degli autori i cui fondi sono raccolti al Civico museo biblioteca dell'attore di Genova, sua città natale.

## Biografia
È ricordato per la sua collaborazione alla sceneggiatura di importanti sceneggiati televisivi della Rai, segnatamente Il Circolo Pickwick, del 1967, Odissea, del 1968,  e Sorelle Materassi, del 1972. Come critico ha collaborato a importanti periodici fra cui Il Mondo, Tempo presente, Comunità, Sipario e Il Dramma. Consulente per Einaudi, ha curato studi su August Strindberg esordendo come drammaturgo nel 1961 con Il gesto. Per il teatro ha tradotto opere di lingua francese, inglese, tedesca e svedese.
È stato autore di radiodrammi (La scatola, del 1963) e di altri lavori in prosa fra cui Giro d'Italia, del 1965, Bel Ami e il suo doppio, del 1972, Fa male, il teatro, del 1979. Del medesimo anno sono Promenade e, destinato all'interpretazione di Vittorio Gassman, il monologo di autoanalisi intitolato Il guado: passarlo o non passarlo?. 
È scomparso nel 1986 all'età di 66 anni.

## Filmografia e opere per la televisione
- L'idolo delle scene (1967, traduzione per la televisione)
- Il Circolo Pickwick (1967, sceneggiato televisivo)
- Odissea (1968, sceneggiato televisivo)
- Sorelle Materassi (1972, sceneggiato televisivo)
- Olenka (1973, adattamento televisivo)
- Il picciotto (1973, film TV)
- Quaranta giorni di libertà (Pagine di diario della repubblica dell'Ossola) (1974, miniserie)
- Il marsigliese (1975, miniserie)
- Il lungo viaggio (1975, miniserie)
- Il giorno dei cristalli (1979)
- Anna Kuliscioff (1981, miniserie)
- Parole e sangue (1982, film TV)
- Nostra madre (1983, miniserie)

## Opere letterarie
- Il teatro della guerra fredda e altre cose, Urbino, Argalia, 1969.